# Préseau
Préseau és un municipi francès, situat a la regió dels Alts de França, al departament del Nord. L'any 2006 tenia 1.865 habitants. Limita al nord amb Saultain, al nord-est amb Curgies, al sud-est amb Villers-Pol, al sud amb Maresches, al sud-oest amb Artres, al nord-oest amb Aulnoy-lez-Valenciennes.

## Demografia
| 1962                                       | 1968  | 1975  | 1982  | 1990  | 1999  | 2006  |
| ------------------------------------------ | ----- | ----- | ----- | ----- | ----- | ----- |
| 1.477                                      | 1.590 | 1.675 | 1.812 | 1.900 | 1.833 | 1.865 |
| Des de 1962: població sense dobles comptes |       |       |       |       |       |       |

## Administració
| Període | Identitat         | Partit |
| ------- | ----------------- | ------ |
| 2001-   | Jean-Marc Richard |        |